# Porcellio flavomarginatus
Porcellio flavomarginatus är en kräftdjursart som beskrevs av Lucas 1853. Porcellio flavomarginatus ingår i släktet Porcellio och familjen Porcellionidae. Inga underarter finns listade i Catalogue of Life.